# San Carlos River
San Carlos River är ett vattendrag i territoriet Falklandsöarna (Storbritannien). Det ligger i den centrala delen av landet, 80 km väster om huvudstaden Stanley. San Carlos River ligger på ön Falkland Islands.